# Édouard Debat-Ponsan
Édouard Debat-Ponsan, né le 25 avril 1847 à Toulouse et mort le 29 janvier 1913 à Paris, est un peintre français.

## Biographie

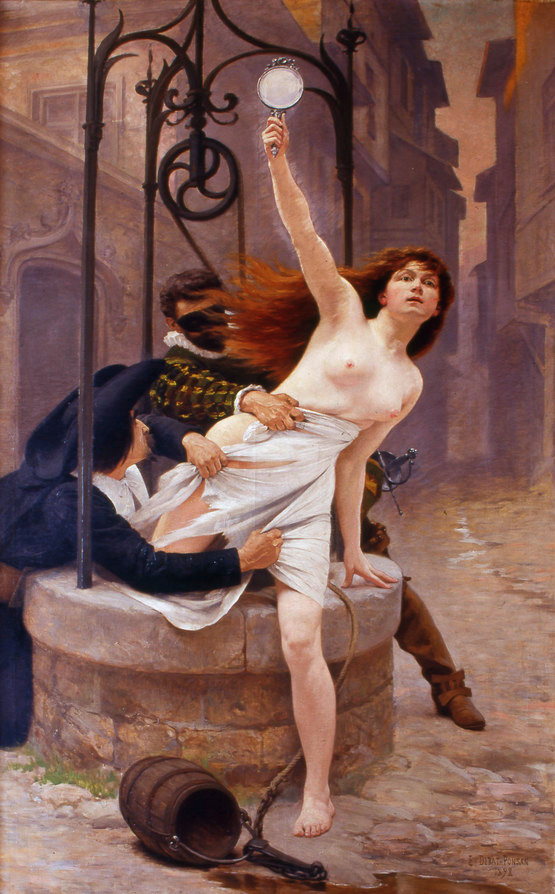
Nec mergitur ou La Vérité sortant du puits, hôtel de ville d’Amboise.

Édouard Bernard Debat, dit Ponsan, naît au domicile de son grand-père, 13 rue Pharaon, à Toulouse. Son père, Jacques Debat dit Ponsan, professeur de musique au conservatoire royal de la ville, est le fils de Joseph Debat dit Ponsan, également professeur de musique. Sa mère, Élisabeth Martel, est déclarée sans profession. Il est élève du peintre Alexandre Cabanel, célèbre pour ses portraits de la grande bourgeoisie et des hommes politiques parisiens, ses peintures d'histoire de l'Antiquité et ses scènes de la vie paysanne. Républicain, ancien combattant de la guerre de 1870, Debat-Ponsan s'engage dans la lutte pour la réhabilitation du capitaine Dreyfus, en exposant au Salon de 1898 sa Vérité sortant du puits, tableau manifeste qui sera offert en souscription à Émile Zola.
Il épouse en 1878 Marguerite Garnier, sœur des peintres Jules-Arsène Garnier et Pauline Delacroix-Garnier.
Père de l'architecte et grand prix de Rome 1912, Jacques Debat-Ponsan, et de Jeanne Debat-Ponsan qui a épousé Robert Debré le fondateur de la pédiatrie moderne en France, il est le grand-père de Michel Debré, premier ministre sous le Général de Gaulle et l'un des rédacteurs de la Constitution de la Cinquième République, le grand-père du peintre Olivier Debré, célèbre pour ses tableaux abstraits inspirés de la Loire, et l'arrière-grand-père de Jean-Louis Debré, homme politique.
Il meurt le 29 janvier 1913 à son domicile dans le 16e arrondissement de Paris et il repose au cimetière de Passy (13e division, partie proche de l'enceinte).

## Carrière artistique
Sa production des premières années après sa formation reste le grand genre appris à l'école, la peinture d'histoire qu'il développe au Salon est censée exalter l'ordre moral et montrer la vertu sociale et éducatrice de l'art. Debat-Ponsan y exprime souvent le tragique et le pathétique dans des compositions savantes qui gagneront peu à peu en réalisme. De ces six participations au Grand Prix de Rome il ne remportera qu'un premier second grand prix pour La Captivité des Juifs à Babylone aujourd'hui perdu. Il bénéficie de ses premiers achats par l'État comme en 1875 une somme de 2000 francs pour son tableau Daniel dans la fosse aux lions qui trône aujourd'hui dans la cathédrale de Mirande ou bien l'année suivante La Fille de Jephté l'un des plus beaux tableaux d'histoire du peintre et entré au musée des Beaux-Arts de Carcassonne. En 1877 il voyage en Italie grâce à une somme de 4 000 francs qui lui est accordée par l'Académie. Il vit alors de différents travaux de peinture et à partir de 1880 deviendra un portraitiste mondain.
En 1880, les  directeurs  de  la  société  néerlandaise, dénommée  « Société  du  Panorama », J. Hartsen  et  Léon  Wertheim, commande  à  son beau-frère Jules-Arsène Garnier le Panorama  de  la  Bataille  de  Montretout, qui mesure 40 mètres de circonférence ; pour cela, Garnier recrute des proches et des anciens élèves de Tony Robert-Fleury, à savoir Édouard Debat-Ponsan, Henry-Eugène Delacroix et Gaston Marquet. Le travail est rendu début novembre 1881 et inauguré le 11 à Amsterdam. En décembre suivant, cette même société commande un nouveau panorama à la même équipe de peintres : le Panorama de Constantinople qui doit figurer à l'exposition coloniale internationale de 1883 à Amsterdam.
En 1882-1883 il effectue un voyage à Istanbul accompagné de Jules-Arsène Garnier et Henry-Eugène Delacroix. Puis il s'installe avec ses collègues dans le village de Klempemborg, près de Copenhague, pour produire la toile, qui est livrée le 13 mai 1883.
Après l'Italie, c'est un orient pittoresque qui dévoile sa lumière au peintre, et il peindra en 1883 Le Massage, Scène de Hamam, conservée au musée des Augustins à Toulouse, ce corps nu entièrement abandonné aux mains expertes d'une masseuse et offert au spectateur dégage une forte tension érotique.
En 1887, il prend part au Salon des artistes français et présente à l'Exposition universelle de 1889 la toile Portrait équestre du général Boulanger.
Suivent des commandes pour des portraits de ministres, généraux dont celui du général Boulanger ministre de la Guerre à la célèbre Revue de Longchamps, ambassadeurs, portraits mondains de femmes du monde et de personnalités parisiennes de la haute bourgeoisie dont la plupart sont toujours conservés par ces familles, portraits de personnalités du Sud-Ouest, Pedro Gailhard, directeur de l'opéra et sa maîtresse Emma Sandrini dans Portrait de Mme Sandrini dans la ballet de la Maladeta, aujourd'hui tous les deux dans les collections du musée de l'Opéra de Paris. Quelques belle toiles de réunions de famille d'une grande sensibilité, Une séance de musique chez les Antonins commande de proches ou d'amis, de membres de sa famille Les Tantines à Préousse Dans ma serre, Portrait de Jeanne en communiante, Robert et Jeanne Debré à Nazelles.
Dans ses scènes de la vie rurale, genre très en vogue vers les années 1830-1840, hésitant entre un idéalisme du monde paysan et le réalisme militant d'un Gustave Courbet, puis officiel avec Rosa Bonheur, Jules Breton, il occupe une place de choix que son lien familial fort qui l'unit à sa terre du Sud-Ouest renforce dans son aptitude à saisir toute l'intériorité de ses personnages à l'image de Jules Bastien-Lepage ou de Léon Augustin Lhermitte, eux aussi issus de la paysannerie.

## Peinture décorative
Debat-Ponsan est l'auteur d'une scène picturale dans la salle du conseil municipal du Capitole de Toulouse, où l'on voit les personnages de Molière et Pierre Goudouli dans la cour d'une maison languedocienne. Le jeune Molière écoute assis, le regard bienveillant, le vieux Goudouli qui déclame ses poèmes, la main tendue vers le ciel. Une servante assiste à la scène dans l'encoignure d'une porte. Toute la scène baigne dans une atmosphère de tendresse, de complicité et d'amour, que l'on retrouvera souvent dans les scènes paysannes toutes entières d'authenticité et de réalisme, comme À Midi de 1890. Au plafond, un sujet plein de fraîcheur : La Garonne et l'Ariège dévalant les Pyrénées courent arroser Toulouse.
À Debat-Ponsan fils et petit-fils de musiciens toulousains a été confiée la réalisation d'un plafond dans la salle des Illustres sur le thème de l'allégorie des arts, qu'il étendra à tous les arts. Sur un pan de mur de la salle, La visite au sculpteur reconstitue l'épisode supposé de la visite du cardinal Loménie de Brienne au sculpteur François Lucas en 1775 sur le chantier du grand bas-relief du port de l'Embouchure à Toulouse.

### Œuvres
- 1870 circa :  Le récit de Philetas (disparu).
- 1870 circa : Au sortir de la carrière, collection particulière.
- 1876 : La fille de Jephté, musée des Beaux-Arts de Carcassonne[7].
- 1876-1877 : Saint Paul prêchant devant l'Aréopage, église Saint-Pierre-Saint-Paul de Courbevoie, mur gauche du chœur[8].
- 1881 : Panorama de la bataille de Montretout (en collaboration avec Jules-Arsène Garnier et Henry-Eugène Delacroix).
- 1883 : Panorama de Constantinople (en collaboration avec Jules-Arsène Garnier et Henry-Eugène Delacroix).
- 1883 : Le Massage - scène de hammam, huile sur toile, 127 × 212 cm, Musée des Augustins de Toulouse[9].
- 1886 : Coin de vigne, Languedoc, huile sur toile, 202 × 260 cm, Musée des Beaux-Arts de Nantes[10].
- 1890 : La Vache bien gardée, huile sur toile, 83 × 116 cm, Musée des Beaux-Arts de Pau[11].
- 1894 : La Couronne de Toulouse, Capitole de Toulouse.
- 1896 : Une Visite au sculpteur, Capitole de Toulouse.
- 1898 : La Vérité sortant du puits, Amboise, musée Hôtel Morin[12].
- 1907 : Molière et Goudouli, Capitole de Toulouse, salle du Conseil municipal.
- 1908 : Riant passage, huile sur toile, 50 × 65 cm[13].
- 1908 : Au bord de l'eau.
- 1908 : Rivage sec.
- 1911 : La Cavale indomptable.
- 1912 : Mon Fils et ceux qui veillent.

Œuvres d'Édouard Debat-Ponsan
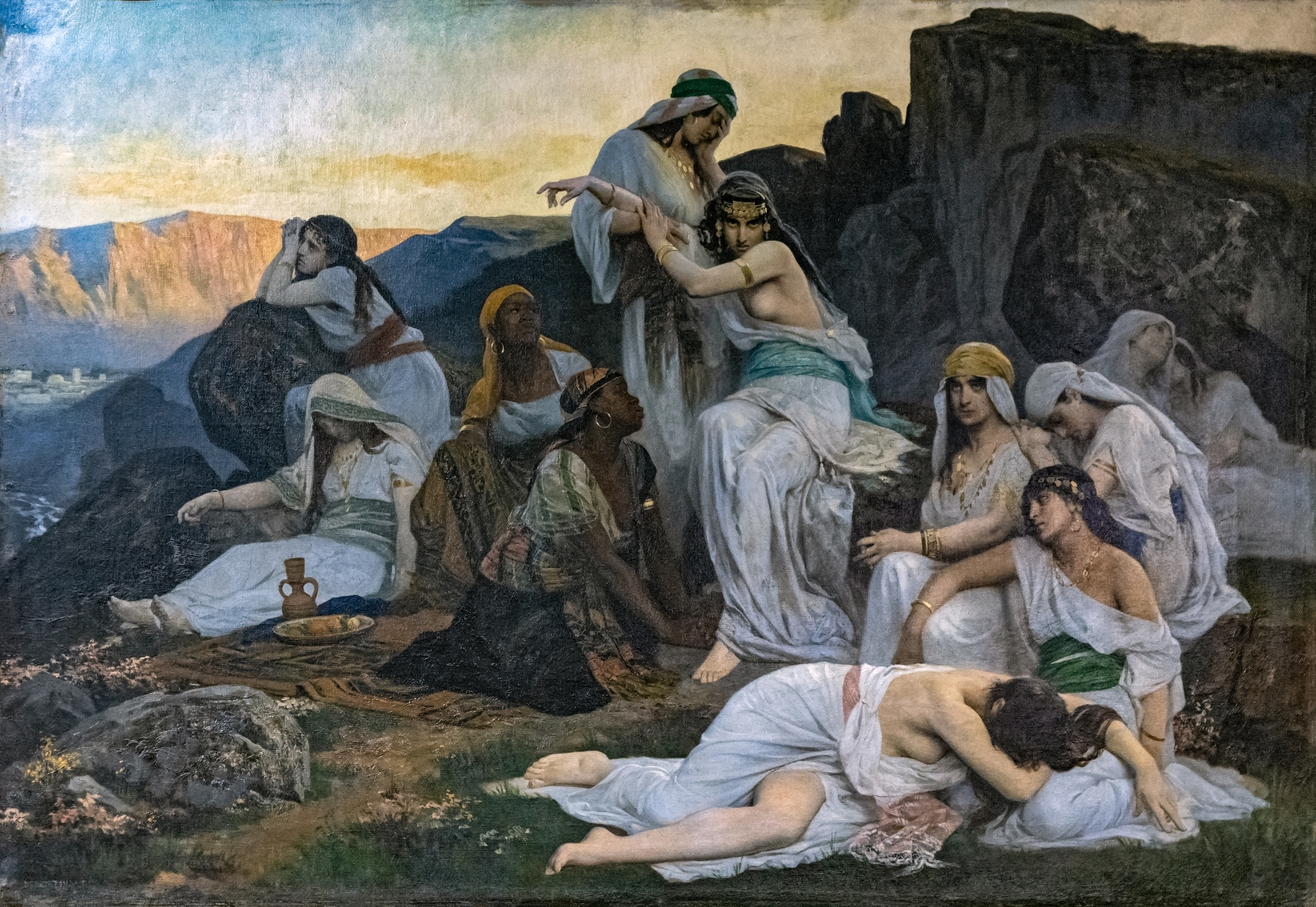
La fille de Jephté, 1876, musée des Beaux-Arts de Carcassonne.
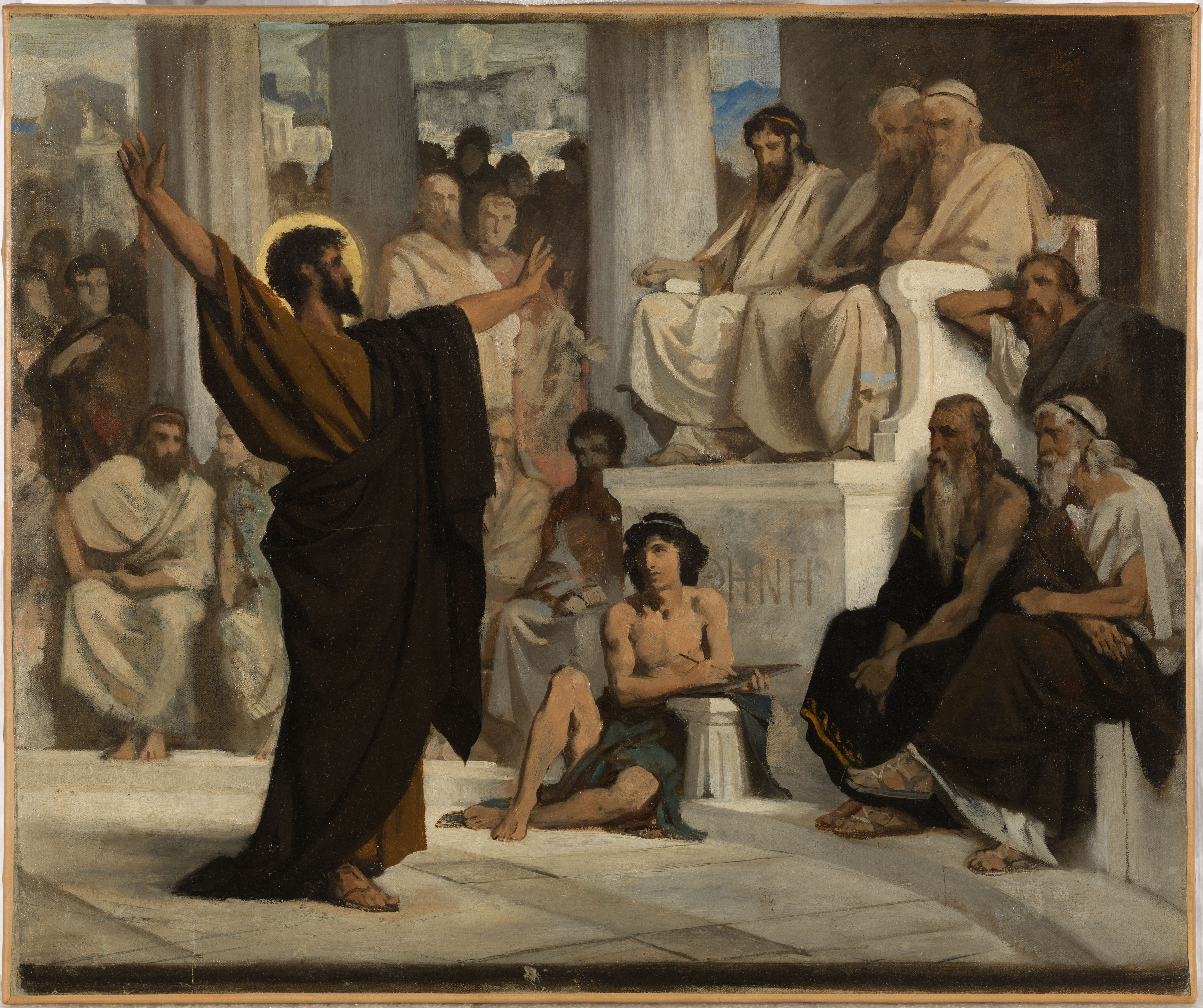
Saint Paul prêchant devant l'Aréopage, 1876, esquisse, musée du Petit Palais, Paris.
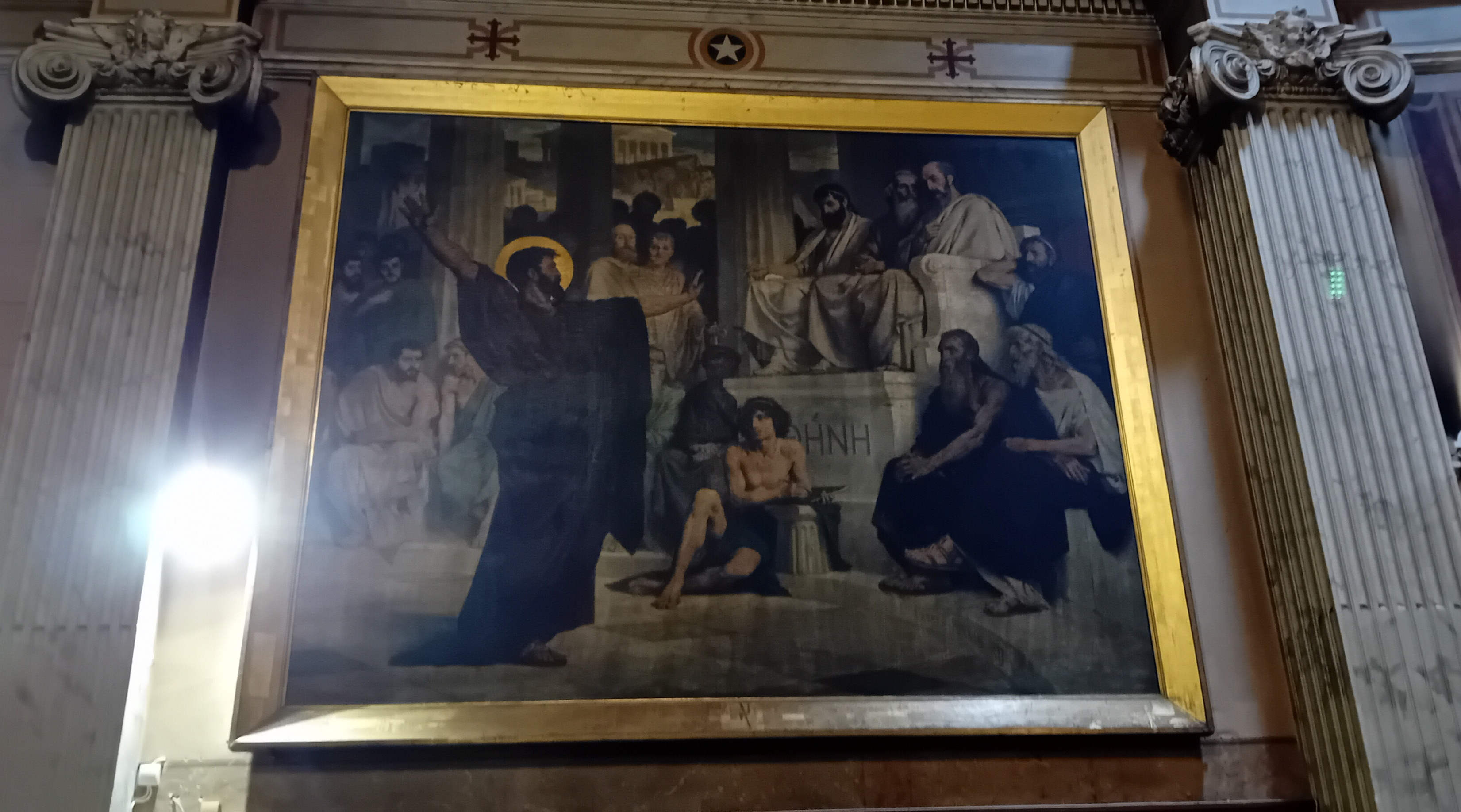
Saint Paul devant l'Aréopage, 1877, église Saint-Pierre-Saint-Paul de Courbevoie.
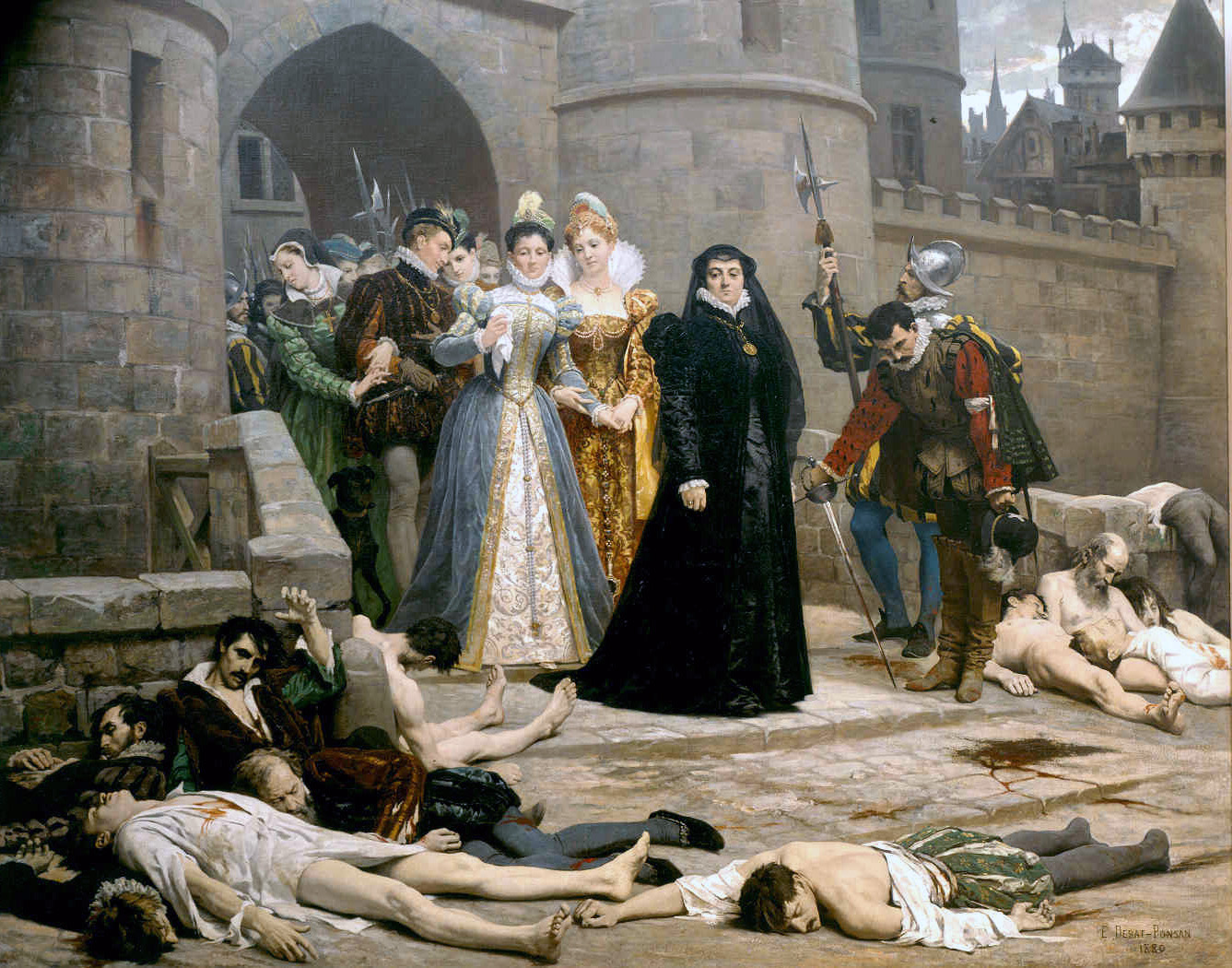
Un matin devant la porte du Louvre, 1880, musée d'art Roger-Quilliot de Clermont-Ferrand.
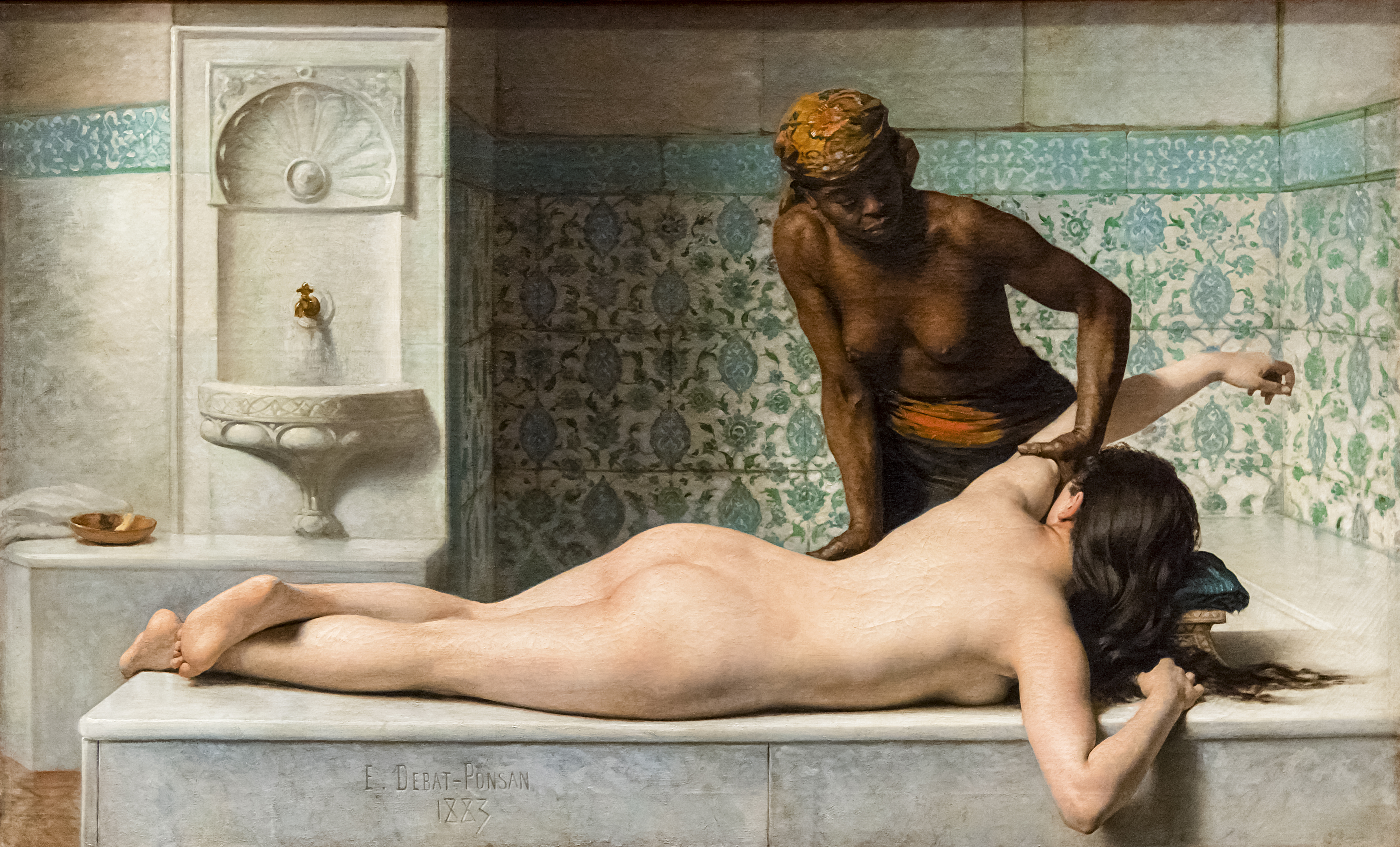
Le Massage - scène de hammam, 1883, musée des Augustins de Toulouse.
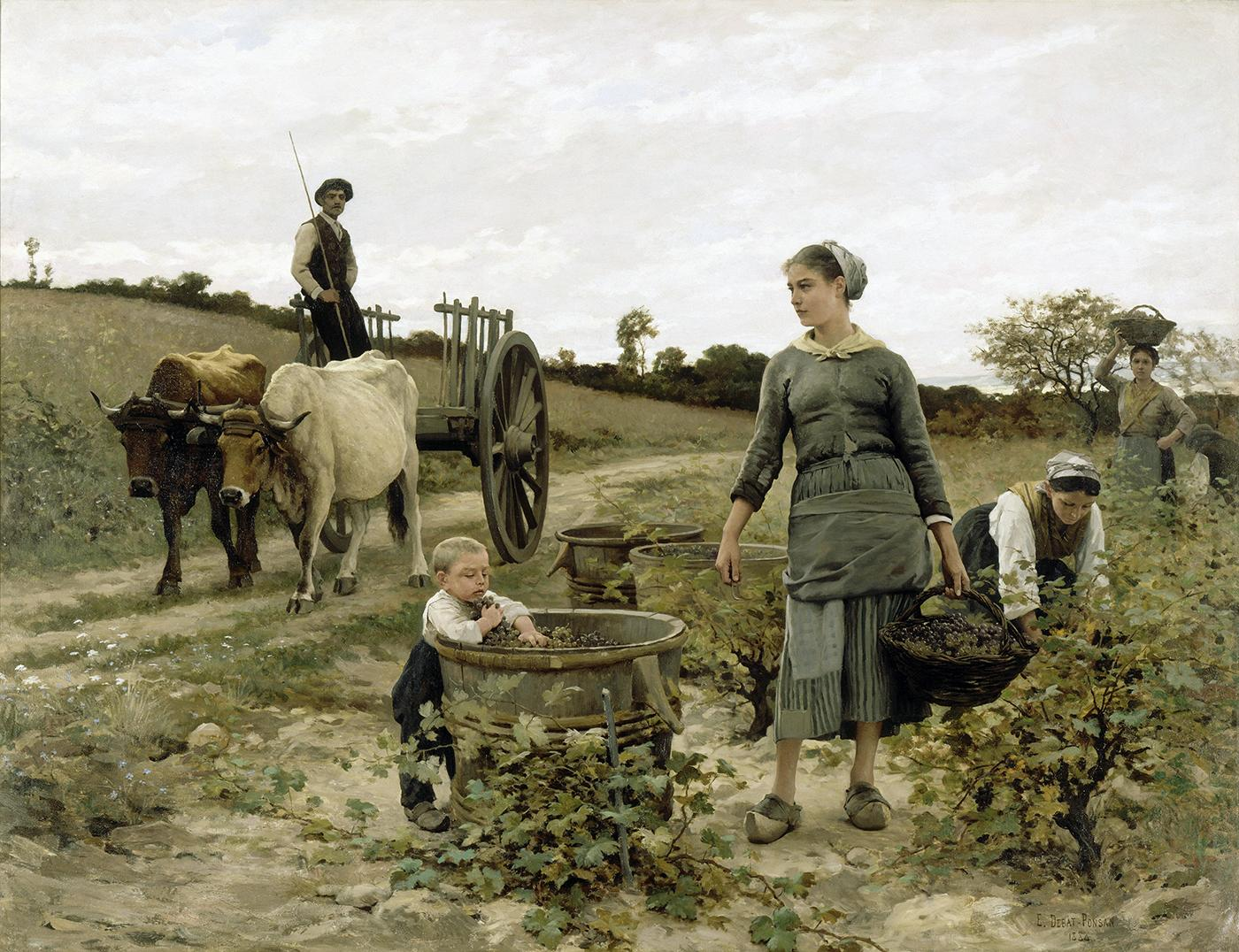
Coin de vigne, 1886, musée des Beaux-arts de Nantes.
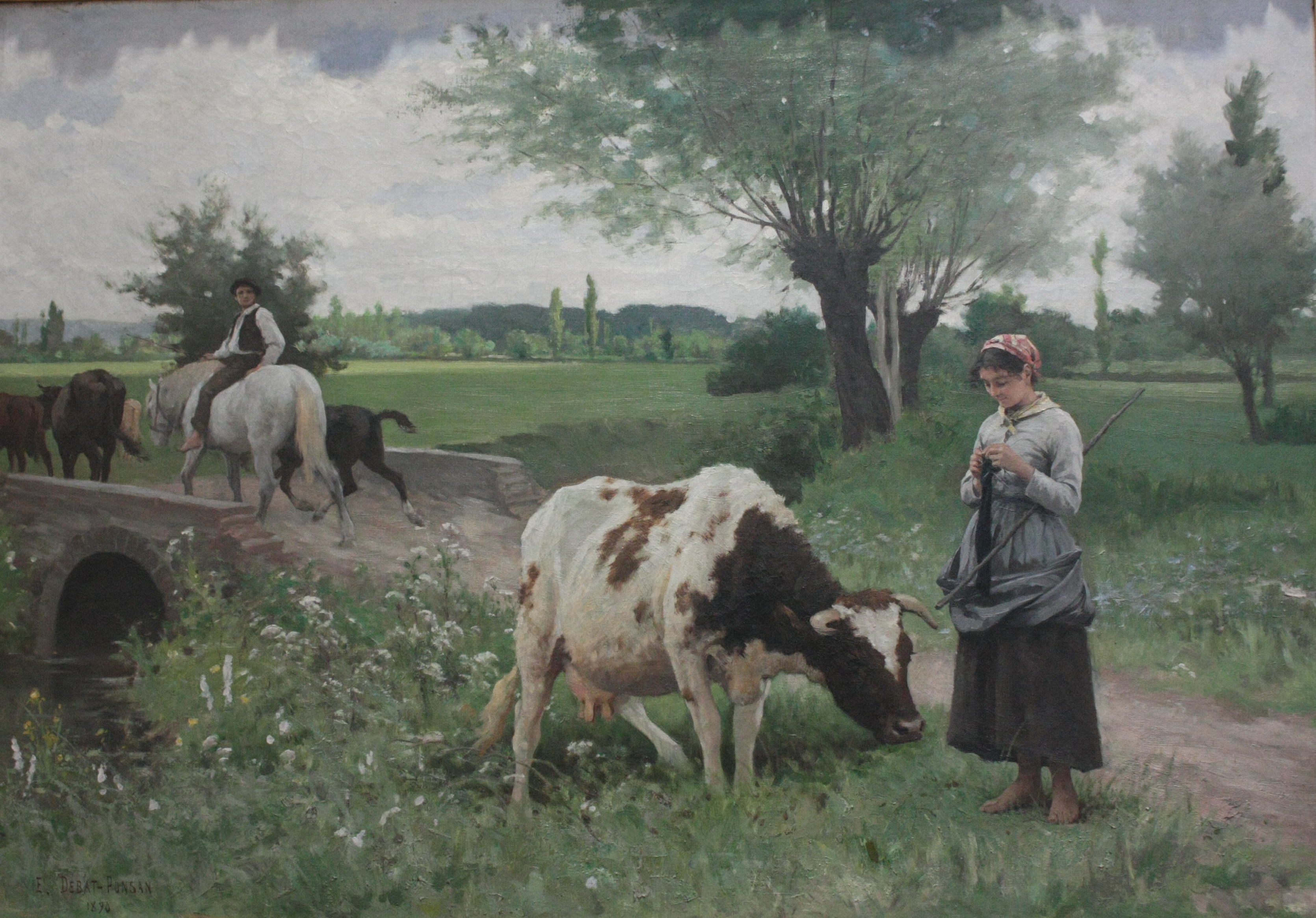
La Vache bien gardée, 1890, musée des Beaux-Arts de Pau
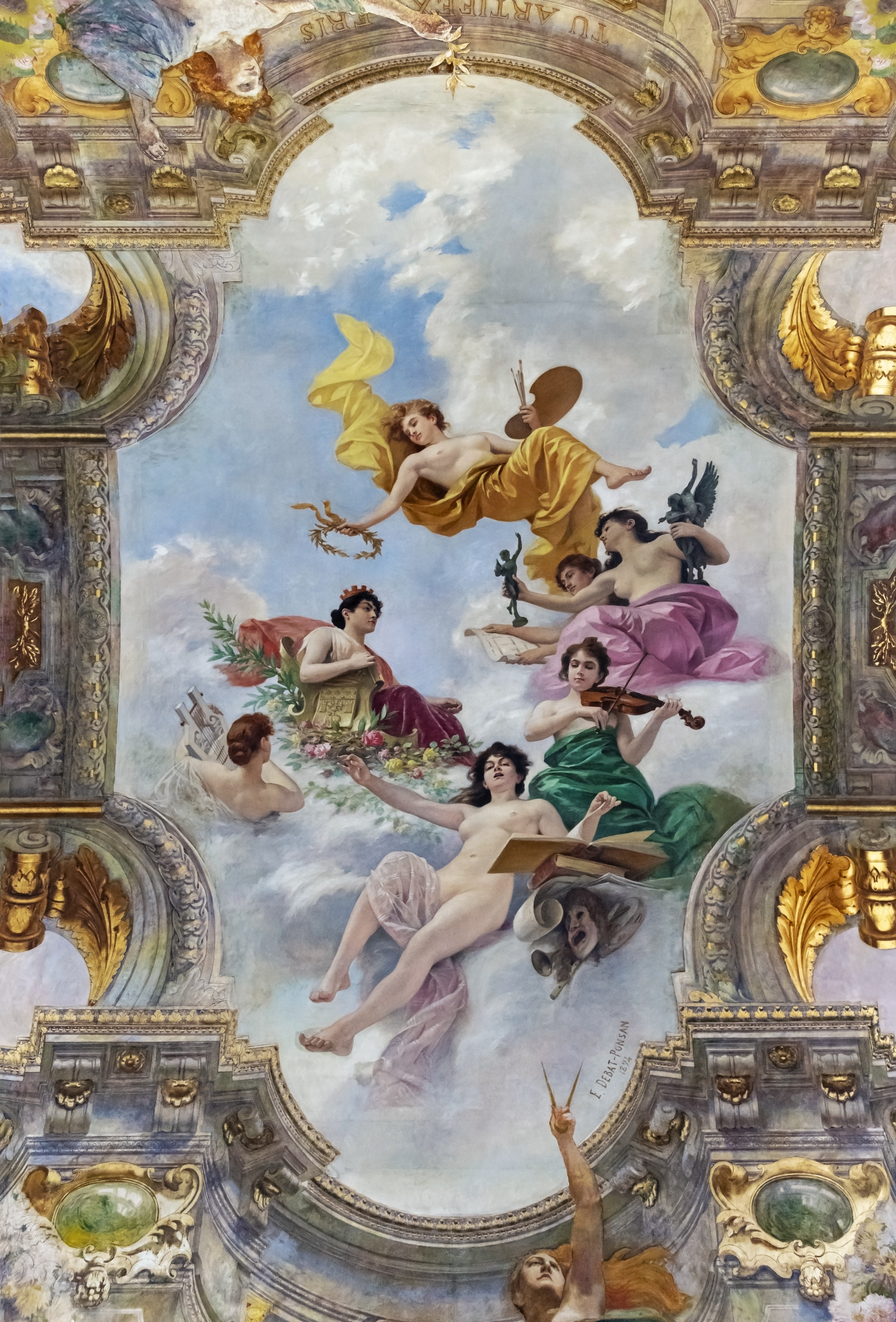
La Couronne de Toulouse 1894 Capitole de Toulouse
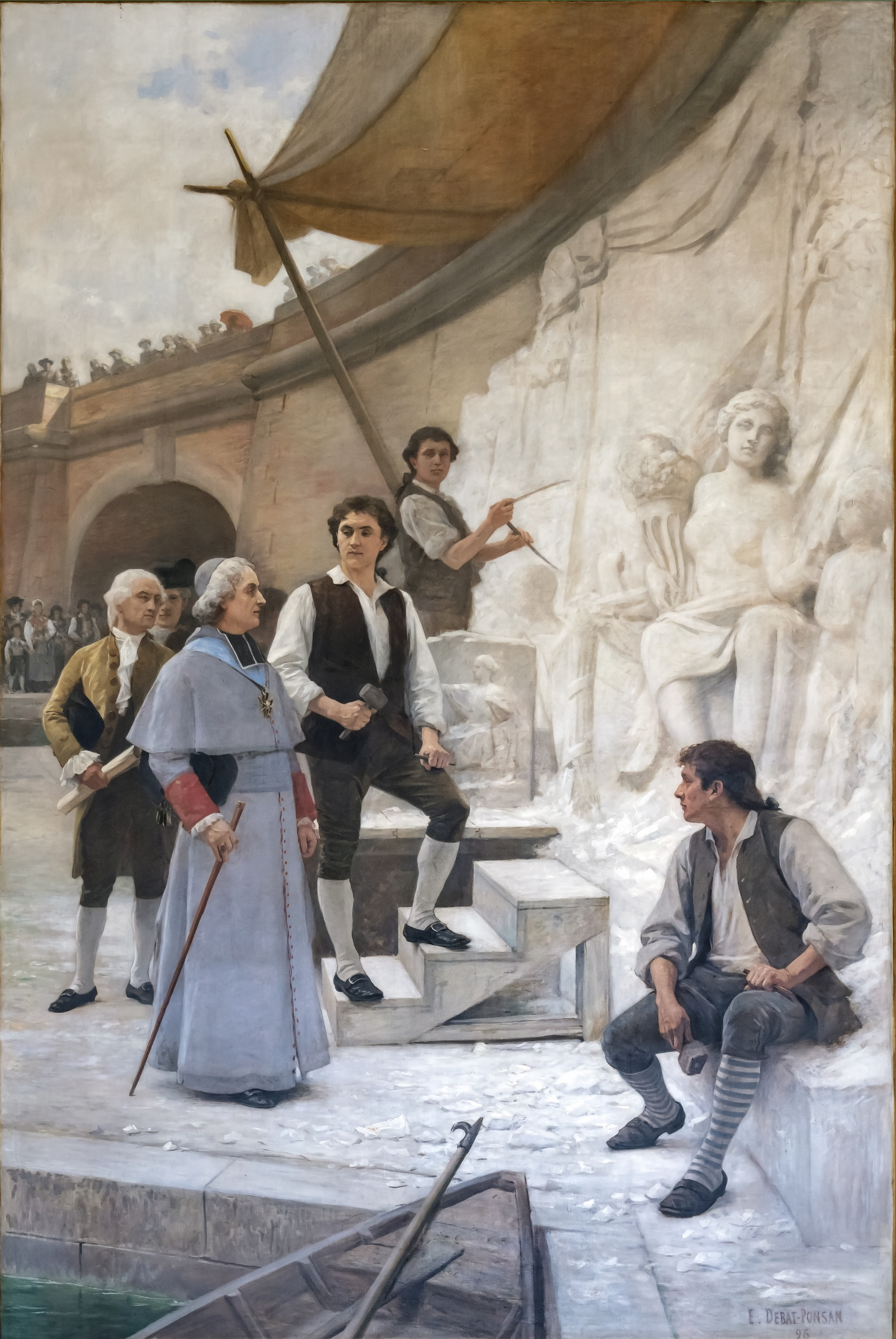
Une Visite au sculpteur, 1896, Capitole de Toulouse
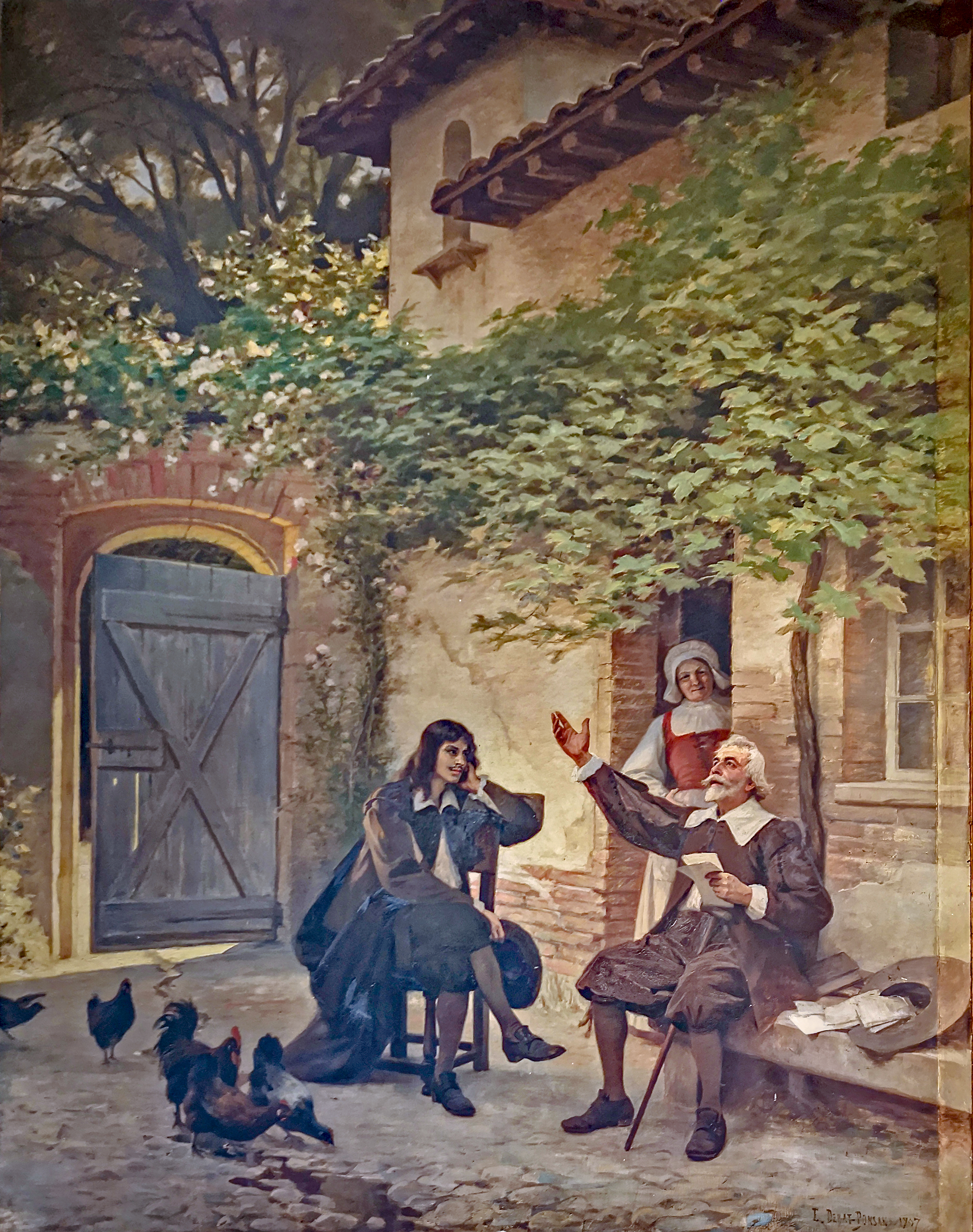
Molière et Goudouli, 1907 Capitole de Toulouse
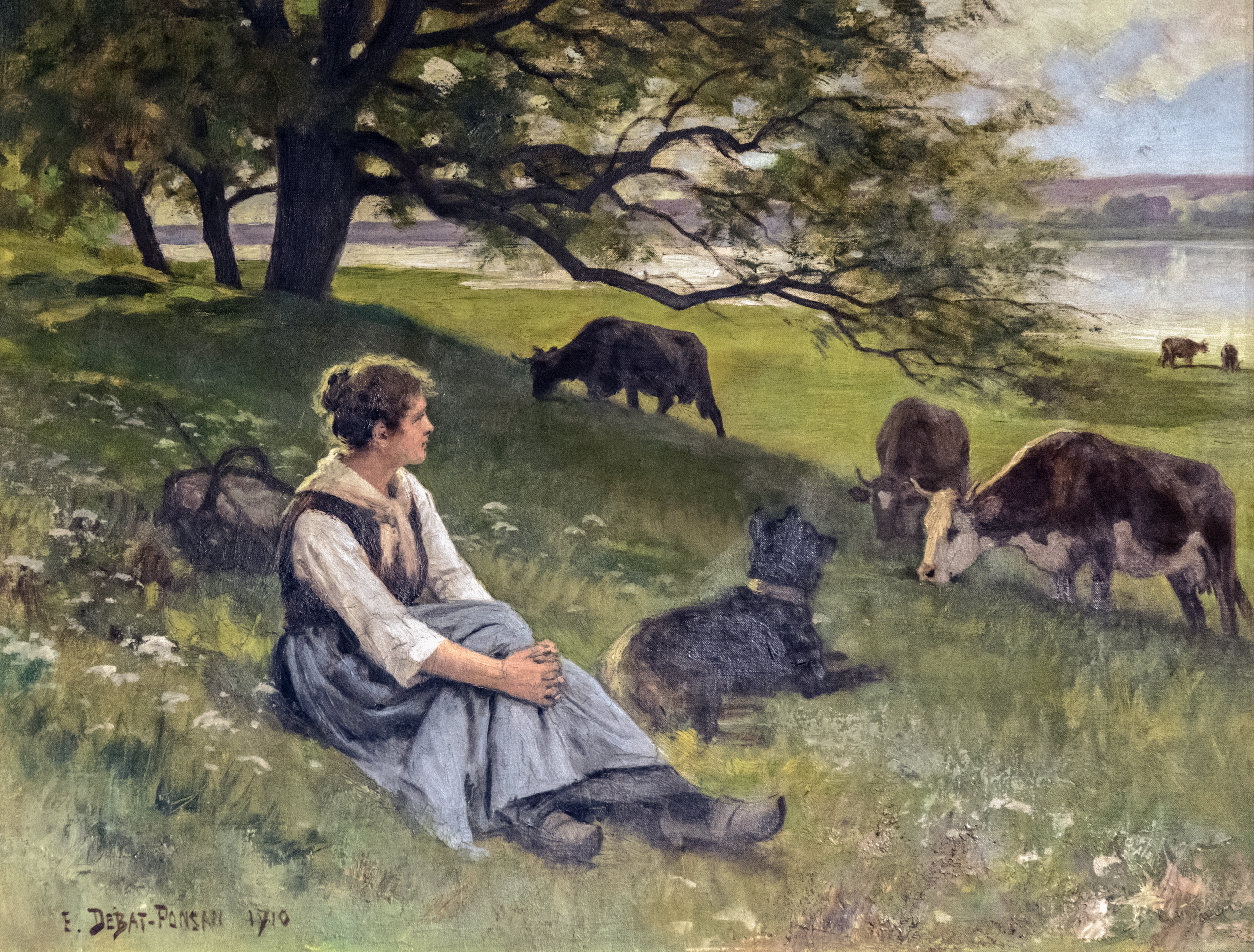
La vachère, 1910,  musée du Vieux Toulouse.